# Reserva de Leighton Moss

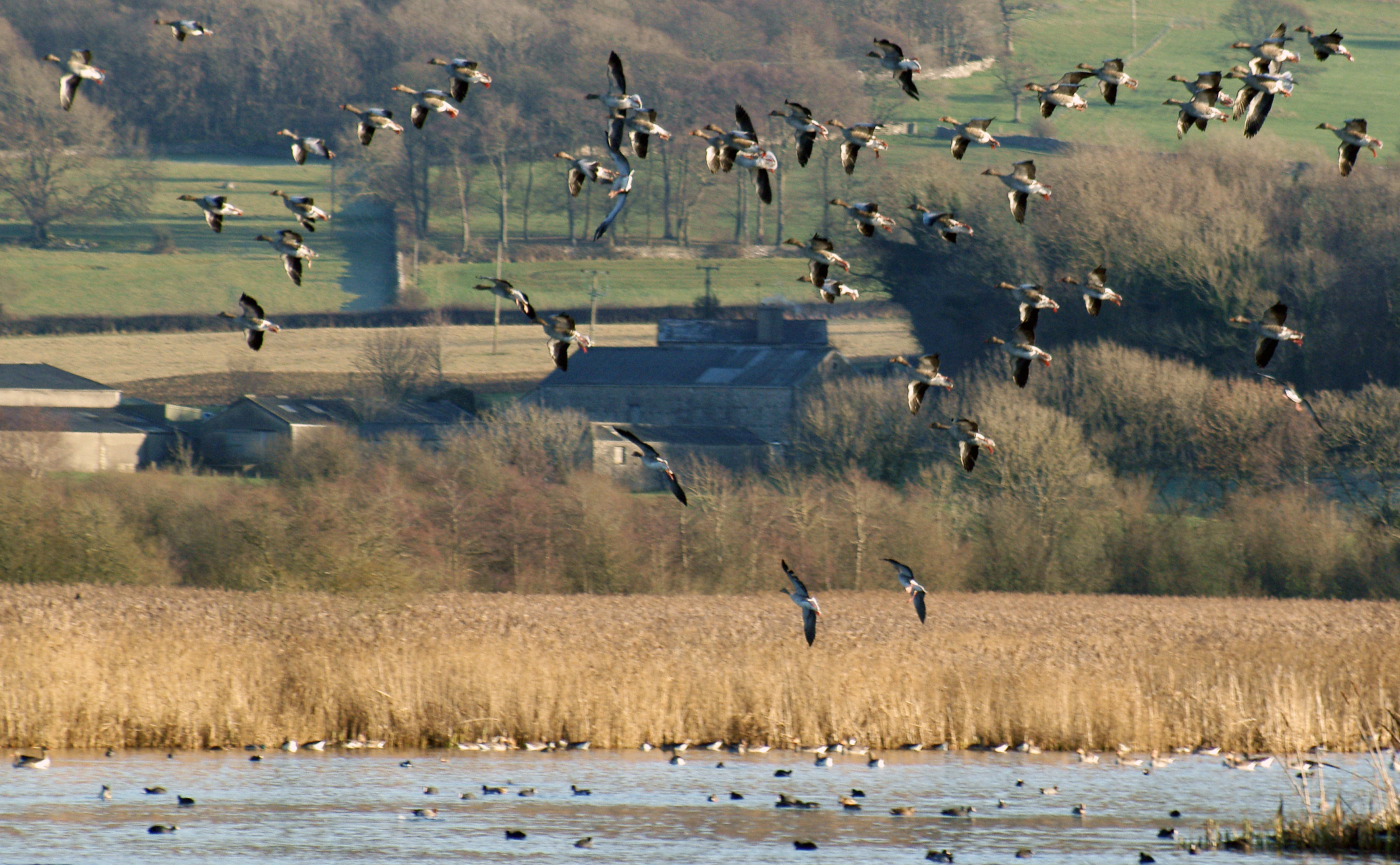
Anser anser en Leighton Moss.

La Reserva de Leighton Moss es una reserva natural en Lancashire, Inglaterra, a cargo de la Royal Society for the Protection of Birds. Se encuentra en Silverdale cerca de Carnforth, en las proximidades de la Bahía de Morecambe y dentro el Área de Destacada Belleza Natural de Arnside y Silverdale. Contiene el área más grande de cañaverales  del noroeste de Inglaterra, debido a las lagunas y bosques que posee, provée un hábitat para numerosas especies de fauna, entre las que se incluye Panurus biarmicus, Botaurus stellaris, Circus aeruginosus y el Cervus elaphus. Existen numerosos avistaderos y senderos naturales.

## Accesos
Se llega a la reserva a través del centro de visitantes (que es una casa de campo acondicionada) el cual tiene tienda y cafetería, la cual se considera una de las mejores de la red de reservas naturales. También hay una sala de información y divulgación.

## Horarios de apertura
Tanto la reserva como el centro de visitantes se abren diariamente durante todo el año (excepto el 25 de diciembre).
La reserva está abierta desde las nueve de la mañana hasta el anochecer y el centro de visitantes desde las 9.30 hasta las 17 horas (hasta las 16.30 horas de noviembre a enero inclusive inclusive).